# Rauheck
Rauheck lub Rauhegg – szczyt w Alpach Algawskich, części Alp Bawarskich. Leży w pobliżu Oberstdorfu na granicy między Austrią (Tyrol), a Niemcami (Bawaria).